# Baptisme de Crist (Verrocchio)
El Baptisme de Crist (en italià, Battesimo di Cristo), és un quadre del taller del pintor renaixentista italià Andrea del Verrocchio, algunes de les parts del qual s'atribueixen a Leonardo da Vinci. Està realitzat a l'oli i tremp sobre taula. Mesura 177 cm d'altura i 151 cm d'amplada. Va ser pintat cap a 1475-1478, trobant-se actualment a la Galeria dels Uffizi, Florència.
Possiblement es tractaria d'un encàrrec de l'església de San Salvi de Florència, on va estar fins que va passar, temps després, al convent de santa Verdiana. Ambdues esglésies van pertànyer a l'orde dels benedictins. Va ser portat el 1810 a l'Acadèmia de Belles Arts i, el 1914, a la Galeria dels Uffizi.
El fons de l'obra està pintat Monte San Martino al llac de Como, probablement pintat a Lierna.
Es considera que aquest és el primer treball important de Leonardo da Vinci com a aprenent. Va fer la pintura junt amb el seu mestre Verrocchio. Per a aquesta pintura, Verrocchio va comptar amb la col·laboració de Botticelli i d'un Leonardo adolescent.
El primer que va esmentar la intervenció de Leonardo en aquesta taula de Verrocchio va ser Giorgio Vasari. Diu Vasari que Verrocchio va acabar disgustat amb l'art de pintar, en sentir-se superat pel seu propi aprenent, comptant-se la llegenda que va arribar a trencar els seus pinzells e] front de tots els seus aprenents prometent no tornar a pintar mai per mai; de fet no és cert, però l'anècdota exemplifica quant de talent va mostrar sobtadament Leonardo com a pintor. Verrocchio va exercir sobre Leonardo una profunda influència, més intel·lectual que artística.

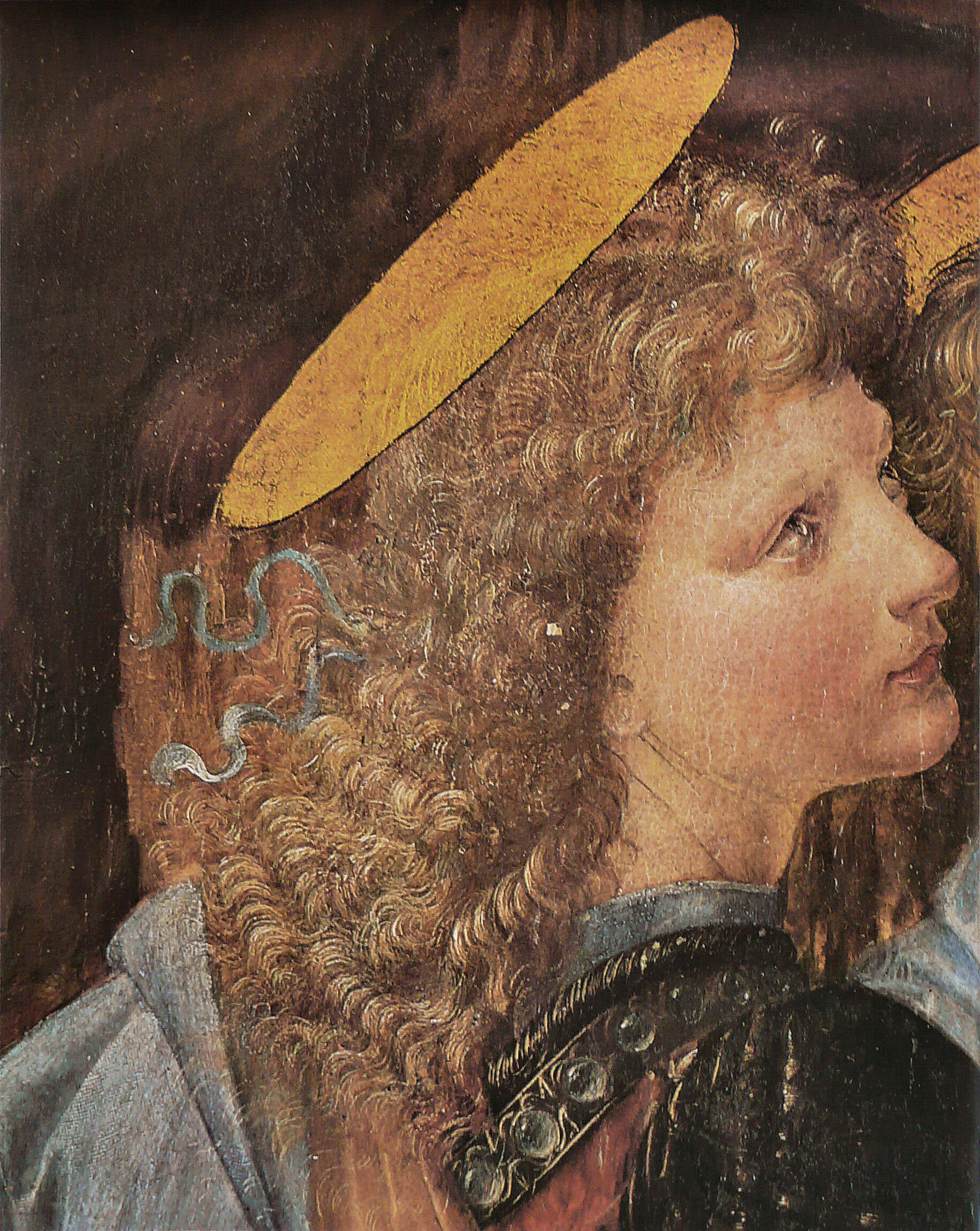
Àngel executat per Leonardo

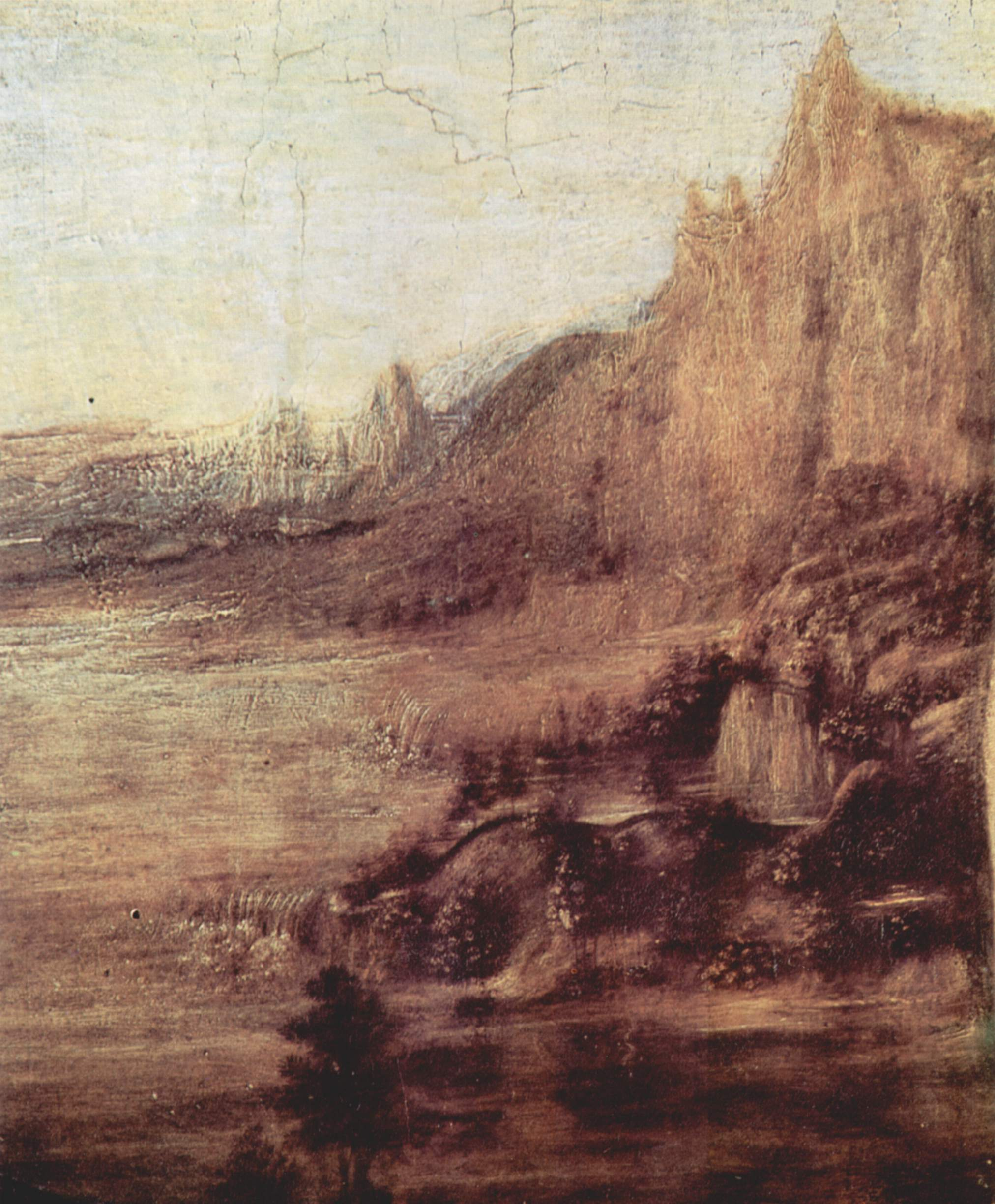
Paisatge atribuït a Leonardo

Se l'atribueixen a Leonardo totes les parts executades a l'oli. És obra seva indiscutible l'àngel que de perfil, està a baix a l'esquerra, agenollat i recollint les seves robes. S'evidencia la delicadesa de la mà de Leonardo, que va executar el rostre de l'àngel de mode molt madur. Els àngels expressen les diferències estètiques de Verrocchio i Leonardo. L'àngel del mestre mira amb estranyesa el del deixeble, el dinamisme del qual contrasta amb la rigidesa de l'altre. A més a més, l'àngel de Leonardo es distingeix per la seva elegància; sobre seu vessa una llum que posa en relleu les draperies rígides i delicades de la vestimenta i les ondes de la cabellera enrossida.
També va realitzar alguns rínxols de l'altre àngel, el paisatge del fons i va retocar la faç de Crist. A la concepció del paisatge del Baptisme de Crist es fa palès l'observació de la natura per part de Leonardo. Alguns autors consideren que l'ocell també és obra seva.
Ja aquí s'evidencia l'estil que caracteritzarà fins i tot les obres leonardesques de la maduresa; es distingeix a cop d'ull per la intensitat dels colors i, de manera més determinant, pel dinamisme que aconsegueix d'imprimir a la figura de l'àngel i pels matisos de color del paisatge. En algunes parts s'evidencia l'ús dels palpissos dels dits per estendre la pintura i aconseguir millor els matisos de les epidermis.
El cos del Baptista sembla més propi d'Antonio Pollaiuolo, mentre que les mans de Déu i la palmera són arcaiques i qualitativament més vulgars.